# Adel Al-Saleh
Adel Al-Saleh (* 14. September 1963) ist ein US-amerikanischer Manager und war von 2018 bis 2023 Vorstandsmitglied der Deutschen Telekom AG sowie Geschäftsführer der T-Systems International GmbH. Er trat damit die Nachfolge von Reinhard Clemens an, der das Tochterunternehmen seit Ende 2007 geführt hatte. Zum 1. Februar 2024 ist er zum neuen CEO des luxemburgischen Satelliten-Anbieters SES benannt.

## Leben
Al-Saleh studierte Elektrotechnik an der Boston University (B.Sc. 1987) und Betriebswirtschaft an der Florida Atlantic University (MBA 1990). Danach war er zunächst 19 Jahre in unterschiedlichen Führungspositionen bei IBM tätig, zuletzt als Vice President und General Manager. 2007 wechselte Al-Saleh zum IT-Anbieter IMS Health und war dort vier Jahre lang Vorsitzender für die Regionen Europa, Naher Osten, Afrika und Nordamerika. Im Dezember 2011 wurde er CEO von Northgate Information Solutions (NIS), einer Tochter der Beteiligungsgesellschaft KKR. Im Vorstand der Deutschen Telekom AG ist er seit Januar 2018 verantwortlich für die Großkundensparte des Bonner Konzerns und zugleich Geschäftsführer von T-Systems. Im Oktober 2023 gab die Deutsche Telekom AG bekannt, dass Adel Al-Saleh das Unternehmen verlassen und zum luxemburgischen Satelliten-Anbieter SES wechseln wird. Als sein Nachfolger wurde Ferri Abolhassan benannt.
Al-Saleh ist Mitglied des Senats der Deutschen Akademie der Technikwissenschaften (acatech).
Adel Al-Saleh ist verheiratet, hat vier Kinder und lebt in London.

## Kontroverse
Al-Saleh soll die seit Jahren kriselnde Telekom-Tochter auf Wachstumskurs bringen, insbesondere durch Einsparungen bei Verwaltungskosten, Standorten und Management-Ebenen. Geplant ist, über drei Jahre weltweit rund 10.000 Stellen zu streichen oder zu verlagern. Betriebsrat und Gewerkschaft Ver.di befürchteten, dass weniger rentable Geschäftsbereiche in einer Art „Bad Bank“ gebündelt und abgestoßen werden könnten. Inzwischen wurde mit den Arbeitnehmervertretern ein Interessenausgleich und Sozialplan ausgehandelt, der unter anderem einen Abbau von 5600 Stellen in Deutschland bis 2021 vorsieht. Dabei sollen betriebsbedingte Kündigungen nach Möglichkeit vermieden und die Hälfte der eingesparten Kosten in Wachstumsbereiche investiert werden.